# Дивізія А 1921—1922
Дивізія А 1921-22 — 10-ий сезон чемпіонату Румунії з футболу. Усі футбольні клуби країни були поділені на 7 регіональних ліг за територіальним принципом. Переможець кожної з ліг взяв участь у національному етапі. Титул вперше здобув Кінезул (Тімішоара).

## Команди
У змаганнях брав участь також клуб Полонія із українських Чернівців, які на той час були у складі Румунії.

## Національний етап
| Регіон       | Команда                    |
| Арад         | АМЕФ (Арад)                |
| Бухарест     | Триколор (Бухарест)        |
| Брашув-Сібіу | Соціататя Спортіве (Сібіу) |
| Чернівці     | Полонія (Чернівці)         |
| Клуж         | Вікторія (Клуж)            |
| Орадя        | Стеруйнца (Орадя)          |
| Тімішоара    | Кінезул (Тімішоара)        |

### Перший раунд
| Команда 1                  | Рахунок  | Команда 2                  |
| -------------------------- | -------- | -------------------------- |
| 27 серпня - 6 вересня 1922 |          |                            |
| Полонія (Чернівці)         | 0:1      | Триколор (Бухарест)        |
| Стеруйнца (Орадя)          | 2:2; 0:2 | Вікторія (Клуж)            |
| Кінезул (Тімішоара)        | +:-      | Соціататя Спортіве (Сібіу) |

### 1/2 фіналу
| Команда 1           | Рахунок | Команда 2           |
| ------------------- | ------- | ------------------- |
| 10 вересня 1922     |         |                     |
| Кінезул (Тімішоара) | 2:1     | АМЕФ (Арад)         |
| Вікторія (Клуж)     | +:-     | Триколор (Бухарест) |

### Фінал
| Команда 1           | Рахунок | Команда 2       |
| ------------------- | ------- | --------------- |
| 17 вересня 1922     |         |                 |
| Кінезул (Тімішоара) | 5:1     | Вікторія (Клуж) |